# Naissance en 1264
Naissance
- 1260
- 1261
- 1262
- 1263
- 1264
- 1265
- 1266
- 1267
- 1268

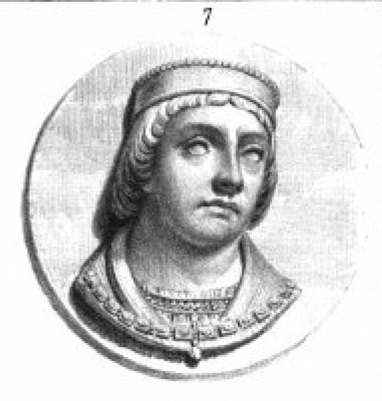
Jean Ier de Viennois, né en 1264.

Cette page dresse une liste de personnalités nées au cours de l'année 1264 :
- 21 janvier : Alexandre d'Écosse, prince héritier du royaume d'Écosse.
- 28 mai : Prince Koreyasu, septième shogun du shogunat de Kamakura.

- Abu l-Barakat, poète et historien Andalou.
- Bertrand de Got, futur pape Clément V.
- Francesco da Barberino, poète lyrique toscan.
- Hōjō Tokinori, membre du clan Hōjō, est le douzième kitakata rokuhara Tandai (sécurité intérieure de Kyoto).
- Jean Ier de Viennois, dauphin de Viennois, comte d’Albon, de Grenoble, d’Oisans, de Briançon et d’Embrun.

date incertaine (vers 1264)
- Armengaud Blaise, médecin et traducteur de textes de l'arabe et de l'hébreu au latin.
- Louis de France, prince héritier de la couronne de France.

## Crédit d'auteurs
- Cet article est partiellement ou en totalité issu de l'article intitulé « 1264 » (voir la liste des auteurs).